# Speedway Miramichi
Speedeway Miramichi est un circuit de course automobile ovale de 1/3 de mile situé à Miramichi, Nouveau-Brunswick (Canada).
Ouverte en 1968, la piste a été en opération jusqu'en 1974. Elle a repris ses activités depuis 1982.